# Sida ruizii
Sida ruizii är en malvaväxtart som beskrevs av Oskar Eberhard Ulbrich. Sida ruizii ingår i släktet sammetsmalvor, och familjen malvaväxter. Inga underarter finns listade i Catalogue of Life.